# Castelo Dungarvan
O Castelo de Dungarvan ou Castelo Normando do Rei João é um Monumento Nacional localizado em Dungarvan, County Waterford, Irlanda.

## História
O castelo foi descrito como anglo-normando e foi construído em 1185 pelo príncipe John, na foz do rio Colligan. Estava entre vários castelos construídos por volta desta época no sudeste da Irlanda. O castelo foi usado como quartel durante a Guerra Civil Irlandesa, então tomado pelo IRA que, ao sair em agosto de 1922, incendiou a estrutura. Após a fundação da Garda Síochána no Estado Livre, o castelo foi restaurado e tornou-se a Estação Garda local até 1987.